# Ceppine
Ceppine è una frazione del comune di Tradate, in provincia di Varese con circa 2.700 abitanti.

## Storia
Il rione prende il nome dalla parola “cepada” che significa cespuglio e siepe. Lo stemma del rione è contrassegnato dal colore verde del prato oltre che dal simbolo della chiesa di Sant'Anna, in color mattone, e dal ceppo che dà il nome al rione. Quest'ultima venne demolita nel 1959 e sostituita da un'altra costruita e inaugurata il 30 ottobre del 1960. Il rione ha avuto origine da due gruppi di cascine collocate sulla strada per Torba e Castelseprio. Gli edifici che compongono il quartiere sono stati costruiti negli ultimi trent'anni. Caratteristica peculiare del rione sono gli spazi verdi in particolare della campagna, che nel tempo è diminuita per la crescente urbanizzazione.
Il 7 febbraio 1993 il Cardinale Carlo Maria Martini ha compiuto la visita pastorale alla Parrocchia, nell'ambito alla visita alla città di Tradate.

## Geografia fisica
Il territorio confina con varie realtà comunali: con la località di Cascine Ceppine appartenente al comune di Lonate Ceppino, Venegono Inferiore e dista 1,5 km dalla frazione di Torba appartenente al comune di Gornate Olona e 14 km da Varese.

## Cultura

### La festa Patronale di S. Anna
Quella di S. Anna è la festa patronale di Ceppine, che si celebra il 26 luglio nella chiesa omonima. La tradizionale festa ha luogo nei pressi della parrocchia ed è animata da iniziative quali il banco gastronomico, pesca di beneficenza, spettacolo pirotecnico e intrattenimento musicale per tutta la settimana.

### Il Torneo di beach volley dal 1999
Dall'anno 1999 nel mese di luglio è ricorrenza organizzare il torneo di beach volley su campo permanente. A questo torneo partecipano numerosi giocatori da tutta la provincia, il numero di squadre a ogni torneo varia dalle 35 alle 38 suddivise in gironi. Ogni squadra gioca un minimo di 5 partite. Il torneo ha una durata di circa 11 giorni.

### Festa delle associazioni del 2013
Il 26 maggio 2013  per tutta la giornata si è svolta la festa delle associazioni tradatesi. Erano presenti circa 50 stand di associazioni culturali, sportive e sociali. Inoltre è avvenuto il primo raduno di Vespe e Lambretta con l'accompagnamento della civica scuola di musica. Successivamente in parallelo alla festa delle associazioni il rione si è trasformato in un secondo momento di festa con il primo torneo tra le scuole medie cittadine (calcetto e beach volley) e con uno speciale "X-factor" organizzato dal Liceo Musicale Bellini.

### Scuole
- Scuola dell'infanzia statale "G. Rodari".
- Scuola primaria statale "A. Rosmini".

## Monumenti e luoghi d'interesse

### Chiesa di S. Anna
La Chiesa di S. Anna è stata costruita nel 1960 al posto di una precedente chiesetta ed è dedicata al Cuore Immacolato della Madre di Dio. Presente anche il campanile con 8 campane in FA3 di recente costruzione eretto nel 2005 e benedetto il 22 gennaio 2006 da S.E. Mons. Luigi Stucchi.

### Parrocchia di S. Anna e l'oratorio S. Anna
Il 24 gennaio 1988 è stata posta la prima pietra della nuova canonica, che venne inaugurata il 22 gennaio 1991. L'oratorio S. Anna è stato completamente ricostruito nuovo e inaugurato l'8 dicembre 2000 da S.E. Mons. Bernardo Citterio.

## Infrastrutture e trasporti
La frazione è situata nei pressi della SS 223 Varesina. 
Gli svincoli autostradali più vicini sono quelli di Gallarate sulla A8 "dei Laghi" e di Saronno sulla A9. Presente anche il servizio di trasporto nel territorio comunale su prenotazione denominato "Amico Bus" gestito dal comune.